# سامي المظفر
سامي عبد المهدي المظفر (1940 -) هو أستاذ جامعي وكاتب عراقي، شغل منصب وزيراً للتربية والتعليم والبحث العلمي في العراق منذ 2004، وحتى 2005.

## حياته ونشأته
ولد سامي المظفر في البصرة عام 1940م -1359هـ، وانهى الدراسة الابتدائية والمتوسطة والثانوية في المدينة نفسها بين الأعوام 1946-1956 واكمل دراسته الجامعية الأولية في جامعة بغداد للعام الدراسي 1959-1960، وعمل للفترة من 1960-1962 مدرسا معيدا في كلية التربية بجامعة بغداد ودراسته العليا اكملها بحصوله على شهادة الدكتوراه عام 1967 في علم الكيمياء الحيوية من جامعة فيرجينيا بوليتكنك في الولايات المتحدة وهو في السابعة والعشرين من عمره وكان عنوان أطروحته للدكتوراه (الالية الكيميائية لهورمونات الغدة الدرقية) واختير واحد من الرواد المائة من خريجي هذه الجامعة وقد كان يعمل بالجامعة نفسها كمساعد باحث (فيرجينيا بوليتكنك 1962-1967).

## مسيرته
تدرج علميا بعد تخرجه ورجوعه للعراق من مدرس في كلية العلوم جامعة البصرة عام 1967 حتى عام 1971 وتدرج وأصبح أستاذ مساعد في كلية العلوم جامعة البصرة عام 1971 وأستاذ في كلية العلوم جامعة بغداد عام 1979. اما تدرجه العلمي الإداري فقد شغل منصب الأمين العام لجامعة البصرة عام 1969، وأصبح عميدا لكلية العلوم في جامعة البصرة عام 1971، وعميدا لكلية الهندسة بجامعة البصرة عام 1971 ثم نقل إلى كلية العلوم بجامعة بغداد عام 1973 واستاذا عام 1979 وأول رئيس منتخب لجامعة بغداد عام 2003 ووكيلا لوزير التربية لعام 2004 ووزيرا للتربية خلال 2004-2005 ووزيرا للتعليم العالي والبحث العلمي خلال 2005-2006.
أصبح عضواً عاملاً في المجمع العلمي العراقي وعضوا في اكاديمية العلوم الإسلامية في 2001 وعضوا مؤسسا للأكاديمية الوطنية العراقية منذ عام 2003 , فضلا عن جمعيات علمية متنوعة وترأس تحرير عدد من المجلات العلمية المتنوعة. اما نتاجه العلمي فقد كان متنوعا، حيث نشر أكثر من 300 بحثا نشر في مجلات علمية داخل العراق وخارجه والف (50)كتابا منهجيا ومساعدا وعاما واشرف على أكثر من (150)رسالة ماجستير واطروحة دكتوراه.

## مساهمات
أسهم في الكثير من المؤتمرات العلمية المتنوعة داخل العراق وخارجه وقد كرم علميا، وحصل على جوائز متنوعة فقد كان أحد العلماء والمفكرين البارزين في العراق عام 1985 , والأستاذ الأول في كلية العلوم بجامعة بغداد (1993), وأصبح الأستاذ الأول للعام الدراسي (1994-1995) على جامعات العراق والمتميز في إنجاز البحوث العلمية ونشرها للأعوام من 1993-2003 , وكذلك كان متميزا في الاشراف على الدراسات العليا للأعوام 1997-2003 , كما شمل بقانون رعاية العلماء من 2000 إلى 2003.
تم اختياره وزيرا للتربية والتعليم ومن ثم وزيرا للتعليم العالي والبحث العلمي اعتمادا على جملة معطيات منها خبرته الاكاديمية الواسعة كأستاذ ولمدة 40 عاما وتدرجه في العمل الاكاديمي وفقا للمعايير المهنية الأصولية وخبرته الاكاديمية الواسعة كعضو في مجامع علمية مختلفة وخبرته الإدارية العلمية المتنوعة المتراكمة بدءا من رئيس قسم، إلى عميد كلية، إلى امين عام جامعة، إلى رئيس جامعة، إلى وكيل وزارة إلى وزير تربية ووزير للتعليم العالي والبحث العلمي وعم انتمائه لأي حزب سياسي، واستقلاله في اتخاذ القرارات والتزامه بالانتماء الى العراق وبعده عن الطائفية والحيادية المطلقة في المواقف كلها وايمانه بأن الجامعة حرم أمن ينبغي احترامه وكذلك المؤسسات التربوية الأخرى.

## إنجازاته
حاول الأستاذ الدكتور سامي المظفر عند تسلم وزارة التربية والتعليم في العام الدراسي 2004-2005 احداث تغييرات في المفهوم فكانت رؤيته شاملة وواضحة للوضع التربوي وفي التطبيق وبدأ بتشريع عدد من القوانين التي من شأنها ان توقف الانحدار فعدل قانون وزارة التربية لسنة 1998 النافذ حينذاك واطلق عملية لأعمار المؤسسات التربوية وأعاد هيكلة الوزارة ومؤسساتها العلمية ووفر الإمكانات المادية والقيادات المؤهلة للقيام بدورها اعتمادا على أسس النزاهة والاستحقاق العلمي ووضع إستراتيجية تربوية معتمدة من أبرز أسسها السعي لتحقيق تربية نوعية مميزة وإتاحة فرص التعليم للجميع والقضاء على التباين في التحاق المعلمين بين البنين والبنات والمناطق الريفية والحضارية وبين الأصول العرقية المتباينة وتحسين نوعية التعليم من اجل استجابة أفضل لاحتياجات سوق العمل واعتماد استقلالية التعليم وتعزيز مشاركة المجتمع في تخطيط وتقويم النظام التعليمي واعتماد المنهج العلمي في النظام التربوي ومراجعة وتطوير التشريعات التربوية وتيسير سبل استخدام تقانة المعلومات في مجالي التعليم والإدارة والارتقاء بمكانة المعلم العلمية والاجتماعية وتطوير المناهج والكتب المدرسية لتتلاءم مع المستجدات وتطوير التقانات التربوية وتطوير البناء المدرسي.
حقق المظفر إنجازات ملموسة تمثلت في وضع السياسة التربوية وتحديث البنية التربوية واستقرار معدلات الالتحاق بالتعليم وانتظام دوام الطلبة والمدارس والمعلمين في واستمرارية تحقيق الزامية التعليم الابتدائي ومجانية التعليم وتنوع برامج التعليم المهني والتطوير النوعي في المناهج والكتب المدرسية وتأليف الكتب الجديدة وتوزيع الورش وتوفير فرص وظيفية هائلة بلغت 120000 وظيفة.
تميزت وزارة التعليم العالي في عهد المظفر بكونها تقنية علمية واكاديمية علمية تقنية فكانت وزارة مميزة لا يشعر الداخل إليها بمذهب او قومية وزيرها فهي مرتبطة بالعلم والبحث والفكر بعيدة عن الجهل والتجهيل وتأثيرات التيارات المتصارعة المذهبية والعرقية. أكد خلال عمله في الوزارة على قيمة الحرم الجامعي وقدسيته والاحتراس من كل ما يشينه من تأثيرات خارجية سواء بالخروقات العامة والشخصية فضلا عن إشاعة الجو الاكاديمي الصرف في المؤسسة الجامعية واتخاذ جملة من الإجراءات لتحسين الحالة العلمية وفق المعايير العلمية والأكاديمية العالمية الطلبة وإعادة الجسور مع الدول المتقدمة علميا والمنظمات الدولية المختصة ووضع نظام جديد للترقيات العلمية وتعليمات جديدة للدراسات العليا وتوفير الأجهزة والمعدات الملائمة ومصادر معلومات تقليدية وغير تقليدية.
تم في وزارة المظفر استقطاب الكفاءات العلمية المتقدمة المتواجدة داخل العراق أو خارجه لسد النقص الحاد في الملاك التدريسي والإفادة من حملة الشهادات العليا لرفد التعليم العالي وسد الشواغر في الملاكات العلمية التدريسية التي كانت بحاجة ماسة إليهم فضلا عن توفير الملاكات العلمية اللازمة في الامدين القصير والبعيد لسير الأنشطة العلمية والبحثية للجامعات القادمة وتوفير الملاكات العلمية اللازمة لجميع التوسعات العلمية المتوقعة للجامعات القائمة وتوفير الملاكات العلمية اللازمة للجامعات الجديدة التي سيتقرر فتحها لعشر سنوات قادمة اخذي بالحسبان حاجة العراق وهيأت
ا لتعيينات الفرصة لقبول الاعداد المناسبة لدراسة الدكتوراه كذلك البعثات العلمية خارج القطر. تم الحصول على أموال إضافية لتغطية مضاعفة الرواتب والبعثات وتوفير درجات وظيفية مناسبة وقد زيدت الموازنة 100% للعام 2006 وتم إرساء مقترحات لتطوير التعليم الأهلي وتم وضع خطة للقبول في الدراسات العليا وحسب الأقسام العلمية وسعت الوزارة إلى توفير مقعد دراسي لكل مواطن. تم إعادة إطلاق برنامج طموح للبعثات الدراسية وإرسال الزمالات الدراسية والبحثية للخارج وإطلاق مشاركة الباحثين والتدريسيين في النشاطات العلمية والتقنية العالمية وعقد الاتفاقات الثقافية مع الدول المتقدمة واستقطاب الكفاءات المهاجرة حيث اطلقت الوزارة بعثة 1500في أوائل كانون الأول 2005 لأوروبا والولايات المتحدة الأميركية توزعت على اختصاصات العلوم الطبية والهندسية والعلوم الصرفة والزراعية والبيطرية والعلوم الاجتماعية والإنسانية كذلك اطلقت الوزارة برنامجا لطلبة الدكتوراه لإنجاز بحوثهم خارج العراق.
تم الاعتماد على زيادة اعداد الطلبة الذين يقبلون في الدراسات الأولية والسعي إلى التوسع والتطور في الجامعات وإلى ترصين المستوى العلمي للدراسات العليا والارتقاء بواقع العملية التعليمية من خلال توافر الملاك التدريسي وإعادة النظر بالتشريعات والقوانين والتعليمات الخاصة بالوزارة والعمل على استحداث المراكز والوحدات البحثية والجمعيات واستقلالية الجامعات في شؤونها الداخلية وابتعاد الجامعات والكليات عن أي نشاط حزبي او مذهبي أو سياسي أو ديني أو مذهبي.
تم وضع وتنفيذ مرتكزات جديدة لفلسفة الوزارة متمثلة بالأيمان بان العراق لكل العراقيين وترسيخ الوحدة الوطنية والتساوي في الحقوق والواجبات بغض النظر عن الجنس أو القومية أو الدين والحفاظ على القيم الاصلية للمجتمع العراقي والايمان بالشخصية العراقية ومبدأ الحصانة للتدريسي الجامعي ووضعت إستراتيجية للتعليم العالي تتضمن استنباط الفلسفة والمستندات الفكرية له اعتمادا على نظام شامل له صلة بالأنظمة الاقتصادية والاجتماعية والسياسية والثقافية مع مواجهة التحديات المحلية والعالمية ومنها الثورة العلمية والتقنية والتغيرات السياسية والثقافية فضلا عن ذلك فقد تم وضع سياسة وطنية للعلم والتقانة لأجل النهوض بالبحث العلمي.

## مناصب
1. مدرس معيد كلية التربية جامعة بغداد، منذ 1961 - 1962.
2. مساعد باحث، جامعة فرجينيا بولتكنك، تموز 1963 - أيلول 1967.
3. الأمين العام لجامعة البصرة، 1968 - 1969.
4. مدرس بكلية العلوم جامعة البصرة، 1967 -1971.
5. أستاذ مساعد بكلية العلوم جامعة البصرة وجامعة بغداد، 1971 - 1980.
6. أستاذ بكلية العلوم جامعة بغداد 1980.
7. عميد كلية العلوم جامعة البصرة 1970 - 1972.
8. عضو مجلس التعليم العالي والبحث العلمي ببغداد 1971 - 1972.
9. عميد كلية الهندسة بجامعة البصرة،8/8/71 - 8/12/71.
10. عضو المجمع العلمي ببغداد، 1/6/1996.
11. عضو الاكاديمية الإسلامية العراقية، 2/8/2000.
12. عضو مؤسس للأكاديمية الوطنية العراقية الاكاديمية الوطنية العراقية، 1/12/2003.
13. رئيس جامعة بغداد، 1/5/2003، و 1/10/ 2003.
14. وكيل وزارة التربية 8/4/2004 إلى 31/5/2004 في حكومة بول بريمر.
15. وزير التربية 1/6/2004 إلى 2/5/2005 في حكومة إياد علاوي.
16. وزير التعليم العالي والبحث العلمي، 2/5/2005.

1. أمين عام جامعة البصرة 1969
2. عميد كلية العلوم / جامعة البصرة 1970
3. عميد كلية الهندسة والزراعة / جامعة البصرة 1971
4. رئيس فرع الكيمياء الحياتية / جامعة بغداد
5. عضو مجلس التعليم العالي والبحث العلمي- عضو ورئيس أكثر من (200) لجنة مناقشة لطلبة الماجستير والدكتوراه ولجان علمية أخرى
6. عضــــو لجنة البحوث الطبية / وزارة التعليم العالــــي / العـــدد م م/308 في 18/7/1993.
7. عضو دائرة العلوم الصرفة والتطبيقية ودائرة المصطلحات والترجمة والنشر في المجمع العلمي / العراق
8. رئيس لجنة تعريب المصطلحات في الكيمياء / المجمع العلمي / العراق- عضو ورئيس أكثر من (200) لجنة مناقشة لطلبة الماجستير والدكتوراه ولجان علمية أخرى.
9. عضو لجنة البحوث الطبية / وزارة التعليم العالي / العـدد م م /308 في 18/7/1993.
10. عضو دائرة العلوم الصرفة ودائرة المصطلحات والترجمة في المجمع العلمي / العراق.
11. رئيس لجنة تعريب المصطلحات في الكيمياء / المجمع العلمي / العراق.
12. مقرر فرع علوم الحياة / دائرة العلوم الصرفة / المجمع العلمي.
13. محرر وعضو هيئة تحرير في عديد من المجلات العلمية منها: مجلة كلية العلوم بجامعة البصرة. ومجلة بابل الطبية.
14. عضو في العديد من الجمعيات العلمية ومنها: الجمعية الكيمائية العراقية، والأكاديمية الإسلامية للعلوم.
15. حضر العديد من المؤتمرات العلمية، وشارك بعقد العديد من الندوات والدورات التدريبية.

## جوائز
1. الأستاذ الأول في كلية العلوم، جامعة بغداد، 1993.
2. المتميز في إنجاز ونشر البحوث العلمية لعام 1993.
3. الأستاذ الأول للعام الدراسي 94 و95 على جامعات العراق.
4. المتميز في نشر النتاج العلمي لعام 1995.
5. متميز في الإشراف على الدراسات العليا للأعوام 1997 و1998 و1999 و 2000 و 2001 و2002 و2003.
6. متميز في نشر لبحوث العلمية للأعوام 1994 و 1995 و 1997 و 1998 و 2000 و 2001 و 2002 و 2003 .
7. مشمول بقانون رعاية العلماء درجة (أ) للأعوام 1990 و 2000 و 2001 و 2002 .

## مؤلفاته[2][3]
نشر أكثر من 300 بحث، وألّف أكثر من خمسين كتابًا مختلفاً.

### كتب
1. الكيمياء الحياتية (1) \الطبعة الأولى\1980.
2. الكيمياء الحياتية (2) \الطبعة الأولى\1980.
3. حركيات الإنزيمات \الجزء الأول\الطبعة الأولى\1983.
4. حركيات الإنزيمات \الجزء الثاني\الطبعة الأولى\1983.
5. الكيمياء الفيزيائية الحياتية \ترجمة \الطبعة الأولى \1984.
6. الكيمياء الحياتية \الطبعة الأولى \1985.
7. الكيمياء الحياتية الفسيولوجية\الطبعة الأولى\1985.
8. الكيمياء الحياتية\الكتاب الأول (الجزء الأول)\الطبعة الثانية\1990.
9. الكيمياء الحياتية\الكتاب الأول (الجزء الثاني)\الطبعة الثانية\1990 10ـ الكيمياء الحياتية\الكتاب الثاني (الجزء الأول)\الطبعة الثانية\1990.
10. الكيمياء الحياتية\الكتاب الثاني (الجزء الثاني)\الطبعة الثانية\1990.
11. أساسيات الكيمياء الحياتية\الطبعة الأولى\1999.
12. كيمياء البروتينات\الطبعة الأولى\1999.
13. الهندسة البروتينية\الطبعة الأولى\2001.
14. الكيمياء السريرية\الطبعة الأولى\2002.
15. أساسيات الكيمياء الحياتية\الطبعة الثانية\2002.
16. التعليم العالي في العراق تحديات الواقع والمستقبل\2008
17. كيمياء البروتينات\الطبعة الثانية\2009.
18. أساسيات الكيمياء الحياتية\الطبعة الثالثة\2009.
19. الموسوعة الكيميائية التكنولوجية / ترجمة القسم الأول (1) منشورات المجمع العلمي 2010
20. الموسوعة الكيميائية التكنولوجية / ترجمة القسم الأول (2) منشورات المجمع العلمي 2010
21. الموسوعة الكيميائية التكنولوجية / ترجمة القسم الأول (3) منشورات المجمع العلمي 2011
22. الموسوعة الكيميائية التكنولوجية / ترجمة القسم الأول (4) منشورات المجمع العلمي 2012 24- الموسوعة الكيميائية التكنولوجية / ترجمة القسم الأول (5) منشورات المجمع العلمي 2012
23. الموسوعة الكيميائية التكنولوجية / تأليف القسم الثاني (1) منشورات المجمع العلمي 2013 26- الموسوعة الكيميائية التكنولوجية / تأليف القسم الثاني (2) منشورات المجمع العلمي 2013 27- الموسوعة الكيميائية التكنولوجية / تأليف القسم الثاني (3) منشورات المجمع العلمي 2013
24. الموسوعة الكيميائية التكنولوجية / تأليف القسم الثاني (4) منشورات المجمع العلمي 2013
25. تسمية العناصر والمركبات غير العضوية / لجنة تعريب مصطلحات الكيمياء / المجمع العلمي / 2001م.
26. مصطلحات علمية في الطب البيطري / منشورات المجمع العلمي / 2002م.
27. مصطلحات علمية في الأسماك / منشورات المجمع العلمي / 2002م.
28. وقائع الحلقة النقاشية / الاختصاصات المستقبلية في العلوم الصرفة / منشورات المجمع العلمي / 2001م.
29. وقائع الحلقة النقاشية / بعض التقانات الحديثة في الكيمياء / منشورات المجمع العلمي /2001م.
30. وقائع ندوة تعريب العلوم الصرفة / دائرة العلوم الصرفة / منشورات المجمع العلمي 2002م.
31. وجهة نظر الباحث من التعليم العالي / وقائع ندوة «تجربة البحوث الدوائية في القطر».
32. بعض الاتجاهات الحديثة في الكيمياء والكيمياء الحياتية / وقائع ندوة بعض الاتجاهات الحديثة في العلوم الصرفة / دائرة العلوم الصرفة والتطبيقية / منشورات المجمع العلمي / 2000م.
33. سر الحياة / ملامح كيميائية وحياتية / وقائع الحلقة النقاشية / دائرة العلوم الصرفة والتطبيقية ودائرة العلوم الإنسانية / منشورات المجمع العلمي / 2000م #التعليم العالي في العراق تحديات الواقع والمستقبل / 2008 –دار العباد 39- التربية والتعليم في العراق تحديات الواقع والمستقبل (1) / 2010 – دار العباد
34. التعليم العالي في العراق تحديات الواقع والمستقبل / 2008 – دار العباد
35. التربية والتعليم العالي في العراق تحديات واستراتيجيات (1) 2014
36. التربية والتعليم العالي في العراق تحديات واستراتيجيات (2) 2014
37. الموسوعة التقنية القسم الثالث (1) 2014
38. الموسوعة التقنية القسم الثالث (2) 2014
39. الموسوعة التقنية القسم الثالث (3) 2014
40. الموسوعة التقنية القسم الرابع (1) 2014
41. الموسوعة التقنية انيه القسم الرابع (2) 2014
42. الموسوعة التقنية القسم الرابع (3) 2014
43. الموسوعة التقنية القسم الرابع (4) 2014

### مؤلفاته الإنجليزية
1. - LABORATORY TECHNIQUES IN BIOCHEMISTRY / PRINTED AT MODERN PRESS.BASRAH IRAQ. SEPTEMPER.1970
2. CONCISE ORGANIC CHEMISTRY / PRINTED BY JAWDAT AL-MEHDI PRINTING PRESS./ BASRAH-IRAQ.
3. . Higher Education in Iraq challenges of Present and future, firstedition,2009,Dar aleebad. أ.

53-Education in Iraq , challenges of present and future ,Dar aleebad ,Baghdad .2010